# Heinrich Kruse
Heinrich Kruse (født 15. december 1815 i Stralsund, død 13. januar 1902 i Bückeburg var en tysk dramatisk forfatter.
Han studerede filologi i Bonn og Berlin (1833-37) og opholdt sig derefter nogle år i udlandet, især i England. I 1844 blev han Lærer ved latinskolen i Minden i Hannover, men 1847 opgav han lærergerningen for at vie sig til journalistikken og litteraturen, først i redaktionen af Kölnische Zeitung, derpå 1848 som redaktør for Deutsche Zeitung i Frankfurt a. M., og året efter atter ved Kölnische Zeitung, hvilken han ledede som chefredaktør 1855—72, og som han endnu i 12 år vedligeholdt forbindelsen med, efter at han var flyttet til Berlin. Fra 1884 levede han som privatmand i Bückeburg. 
Som forfatter debuterede han med tragedien Die Gräfin (1868), som af Schillerkommissionen i Berlin blev priskronet sammen med Geibels Sophonisbe. Derefter udgav han de til dels historiske tragedier Wullenwever (1870), König Erich (1871), Moritz von Sachsen (1872), Brutus (1874), Marino Faliero (1876), Das Mädchen von Byzanz (1877), Rosamunde (1878), Der Verbannte (1879), Raven Barnekow (1880), Witzlaw von Rügen (1881), Alexei (1882), Arabella Stuart (1888), Hans Waldmann (1890), Nero (1895), som udmærker sig ved kraftig karaktertegning. Fremdeles Sieben kleine Dramen (1893) og Lustspiele (1899). Desuden udgav han nogle humoristiske Fastnachtspiele (1887), Seegeschichten (1889), Die kleine Odyssee (1892) og Gedichte (1891).